# Höhberg (Mönchswald)
Der Höhberg ist ein 534,4 m ü. NHN hoher, bewaldeter Berg im Haundorfer Wald am Rand des Spalter Hügellandes im mittelfränkischen Landkreis Weißenburg-Gunzenhausen.

## Geographie

### Lage
Die Erhebung liegt im Fränkischen Seenland auf halber Strecke zwischen Haundorf und Mitteleschenbach, etwa acht Kilometer Luftlinie nordöstlich von Gunzenhausen. Unweit östlich des Berggipfel liegt der Weiler Oberhöhberg, weiter östlich der Weiler Unterhöhberg. Nahe dem Berg liegen die Berggipfel des Mönchsbergs und des Hinteren Mönchsbergs. Westlich des Gipfels führt die Kreisstraße WUG 23 vorbei. Der Höhberg liegt inmitten des Haundorfer Waldes, einem Teil der Mönchswald-Region, eines der größten zusammenhängenden Waldgebiete Bayerns.
Nördlich befindet sich eine abgegangene Ringwallanlage aus frühmittelalterlicher Zeit.

### Naturräumliche Zuordnung
Der Höhberg gehört in der naturräumlichen Haupteinheitengruppe Fränkisches Keuper-Lias-Land (Nr. 11), in der Haupteinheit Mittelfränkisches Becken (113) und in der Untereinheit Spalter Hügelland (113.4) zum Naturraum des Südlichen Spalter Hügellands (113.40).